# 3425-ös busz
A 3425-ös jelzésű regionális autóbuszvonal Eger, Andornaktálya és Maklár között húzódott, amelyet a Volánbusz Zrt. üzemeltetett.

## Története
A 3425-ös buszjáratok Egert és az agglomerációjában fekvő községeket, Andornaktályát és Maklárt kötötte össze. A települések között ütemezett menetrend volt jelen, Egeren belül a forgalmasabb; azon kívül minden állomáson és megállóhelyen megállva. A távot 13–15 kilométeren jellemzően 35 perc alatt teljesítette.
A Volánbusz Zrt. 2020. december 13-ai menetrendi-módosításaival kettő, egymástól független autóbuszvonalat kötött össze, mellyel egy észak-déli tengelyű, átszállásmentes útvonalat hozott létre a 3435-ös buszok személyében, az akkori 3410-es buszvonal bevonásával, egészen Felsőtárkányig.

## Útvonala
Az autóbuszvonal Heves vármegye megyeszékhelyét és szomszédos községeit, Egert és Maklárt kötötte össze, útvonalára fűzve Andornaktályát és Nagytályát.
A járatok Egeren belül a forgalmasabb; azon kívül minden állomáson és megállóhelyen megálltak. A megyeszékhelyen kettő útvonalon közlekedtek, egyik fele Tihaméron és a Déli iparterületen át; másik fele Lajosvároson át a 25-ös főúton, melyek a Kistályai útnál olvadtak össze. Andornaktályát közutakon keresztezték, Nagytálya és Maklár területén több esetben mellékutcákban haladva érték el a Templom téri végállomást.

## Közlekedése
Az autóbuszjáratok a hét minden napján közlekedtek, rendszerint óránként, csúcsidőben egészen 20 perces ütemben. Kiegészítő járatokkal szolgáltak az 1383-as buszvonal hétvégi indításai, melyek a Bükkön át Miskolcig közlekedtek.
| Viszonylat                                    | Indításszám | Közlekedési rend          |
| --------------------------------------------- | ----------- | ------------------------- |
| Eger, aut. áll. – Andornaktálya, szoc. otthon | 4 pár       | tanítási naponta          |
| Eger, aut. áll. – Andornaktálya, szoc. otthon | 1 pár       | tanszünetben munkanaponta |
| Eger, aut. áll. – Andornaktálya, szoc. otthon | 1 pár       | hétvégente                |
| Eger, aut. áll. – Maklár, Templom tér         | 22 pár      | tanítási naponta          |
| Eger, aut. áll. – Maklár, Templom tér         | 24 pár      | tanszünetben munkanaponta |
| Eger, aut. áll. – Maklár, Templom tér         | 12 pár      | szabadnaponta             |
| Eger, aut. áll. – Maklár, Templom tér         | 4 pár       | munkaszüneti naponta      |

### Járművek
Az autóbuszvonalon felváltva szóló és csuklós autóbuszok közlekedtek, előbbire az Ikarus C56-osok, utóbbira az Ikarus C80-asok voltak jellemzőek. Emellett rendszeres résztvevőknek számítottak a Credo és Volvo típusok is.

## Megállóhelyei
| 0 | 0                      | Eger, autóbusz-állomás vonalközi végállomás          | 0.0 km  | 0.0 km  |  |
| 1 | 1                      | Eger, színház                                        | 0.7 km  | 0.7 km  |  |
| | 2                      | Eger vasútállomás, bejárati út                       |         | 1.4 km  |  |
| ∫ | Eger, Nagyváradi út    | 2.3 km                                               |         |         |  |
| 3 | Eger, Tompa utca       | 3.0 km                                               |         |         |  |
| 2 |                        | Eger, Hadnagy utca                                   | 2.0 km  |         |  |
| 3 | Eger, Homok utca       | 2.6 km                                               |         |         |  |
| 4 | Eger, Tihaméri malom   | 3.1 km                                               |         |         |  |
| 5 | Eger, ZF Hungária Kft. | 3.4 km                                               |         |         |  |
| 6 | Eger, SCHÖN KAEV Kft.  | 4.0 km                                               |         |         |  |
| 7 | Eger, Losonczy-völgy   | 4.3 km                                               |         |         |  |
| 8 | Eger, Erzsébet-völgy   | 4.6 km                                               |         |         |  |
| 9 | 4                      | Eger, Kistályai út                                   | 5.4 km  | 5.7 km  |  |
| 10 | 5                      | Andornaktálya, tórét                                 | 5.9 km  | 6.2 km  |  |
| 11 | 6                      | Andornaktálya, iskola                                | 6.6 km  | 6.9 km  |  |
| 12 | 7                      | Andornaktálya, községháza                            | 7.6 km  | 7.9 km  |  |
| 13 | 8                      | Andornaktálya, Szent András kápolna                  | 8.2 km  | 8.5 km  |  |
| 14 | 9                      | Andornaktálya, szociális otthon vonalközi végállomás | 9.0 km  | 9.3 km  |  |
| 15 | 10                     | Nagytálya, Kölcsey Ferenc út 33.                     | 11.1 km | 11.4 km |  |
| 16 | 11                     | Nagytálya, bejárati út                               | 11.7 km | 12.0 km |  |
| Munkanaponta 38; szabadnaponta 20; munkaszüneti naponta 8 járat által érintett a Nagytálya, bejárati út és Maklár, gyógyszertár megállóhelyek helyett. |                        |                                                      |         |         |  |
| ∫ | ∫                      | Nagytálya, Petőfi út 2.                              | ∫       | ∫       |  |
| ∫ | ∫                      | Nagytálya, Petőfi út 42.                             | ∫       | ∫       |  |
| ∫ | ∫                      | Maklár, Rozmaring út 15.                             | ∫       | ∫       |  |
| ∫ | ∫                      | Maklár, József Attila út 1.                          | ∫       | ∫       |  |
| 17 | 12                     | Maklár, gyógyszertár                                 | 12.1 km | 12.4 km |  |
| 18 | 13                     | Maklár, Templom tér végállomás                       | 12.8 km | 13.1 km |  |